# 飲葛文王
飲葛文王，金姓，名不詳，新羅宗室，封葛文王，也是善德女王的第一任正夫。
《三國史記》及《花郎世記》並沒有關於飲葛文王的記載，其名稱僅見於《三國遺事》。